# Billingsfors Idrottsklubb
O Billingsfors Idrottsklubb, ou simplesmente Billingsfors IK, é um clube de futebol da Suécia fundado em 26 de maio de 1906. Sua sede fica localizada em Billingsfors.